# كورت بيرغستن
كورت بيرغستن (بالسويدية: Curt Bergsten)‏ (مواليد 24 يونيو 1912) هو لاعب كرة قدم. يلعب مع منتخب السويد لكرة القدم. سبق له أن لعب في كأس العالم لكرة القدم مع منتخب بلاده.

## روابط خارجية
- كورت بيرغستن على موقع الاتحاد الدولي (مؤرشف)  (الإنجليزية)
- كورت بيرغستن على موقع اتحاد السويد (السويدية)
- كورت بيرغستن على موقع قاعدة بيانات كرة القدم.إي يو (الإنجليزية)
- كورت بيرغستن على موقع ناشيونال فوتبول تيمز (الإنجليزية)
- كورت بيرغستن على موقع عالم كرة القدم.نت (الإنجليزية)